# 단재고등학교
단재고등학교(丹齋高等學校)는 충청북도 청주시에 있는 고등학교 과정의 공립 각종학교이다.

## 학교 연혁
- 2025년 3월 1일 : 이전한 옛 가덕중학교 자리에 개교 예정[1]